# Keeaumoku II.
George Cox Kahekili Keeaumoku II. ili Keeaumoku Opio (o. 1784. – 1824.) bio je havajski plemić, tetak kraljice Eme.

## Životopis
Keeaumoku je vjerojatno rođen 1784. godine. Njegova je majka bila Namahanai Kaleleokalani, koja je bila udana i za svoga polubrata. Otac mu je bio Keeaumoku Pāpaiahiahi, savjetnik kralja Kamehamehe I. Imao je brata Kuakinija i tri sestre, koje su bile kraljice – Kaʻahumanu, Kalākua Kaheiheimālie  i Namahana Piia. 
Naslijedio je svojeg oca kao savjetnik. Bio je i guverner te admiral.
Njegove su supruge bile:
- Kekuauaea
- Akahi-a-Pauelua
- Grace Kamaʻikuʻi Young Rooke

Uzeo je ime George po britanskom kralju Đuri IV. Naučio je engleski jezik te pisati i čitati.
Umro je 23. ožujka 1824.